# Кнут Воллебек
Кнут Воллебек (англ. Knut Vollebæk; нар. 11 лютого 1946, Осло) — норвезький дипломат. Член «Християнсько-демократичної партії». Нині є членом Міжнародної комісії з розшуку безвісти зниклих осіб, Ради уповноважених і очолює урядову комісію з розслідування ситуації норвезьких мандрівників. У вересні 2013 року Воллебек був обраний до Ради уповноважених у складі Міжнародної комісії у справах зниклих безвісти осіб (ICMP).
Воллебек був Верховним комісаром ОБСЄ у справах національних меншин з 2007 по 2013 рік[1].

## Освіта
Кнут Воллебек здобув освіту в Норвезькій школі економіки. Він вступив до Університету в Осло і Каліфорнійського Університету в Санта-Барбарі, як тільки завершив курси французької мови і культури в Католицькому Інституті в Парижі та іспанської мови і культури в Університеті Комплутенсе в Мадриді.

## Політична кар'єра
Приєднався посол Воллебек до дипломатичної служби своєї країни в 1973 році і служив у різних складних ситуаціях як у своїй країні, так і за кордоном.
Кнут Воллебек був послом у Сполучених Штатах в період між 2001—2007 рр., а ще до цього перебував на посаді Міністра закордонних справ Норвегії у період між 1997—2000 рік. Кнут Воллебек був головою ОБСЄ в 1999 році.
Дипломатична кар'єра Кнута Воллебека включає перебування на дипломатичній службі в Нью-Делі, Мадриді і Хараре. Він був послом Норвегії в Коста-Риці в 1991—1993 роках, помічником Генерального секретаря в норвезькому Міністерстві закордонних справ з 1994 року, поки він не став міністром закордонних справ у 1997 році. Він перебував на посаді заступника співголови «Міжнародної конференції по колишній Югославії» в 1993 році [2].
Він був призначений Головою Групи з питань підвищення ефективності ОБСЄ у 2005 році. Воллебек був головою Ради держав Балтійського моря в 1999—2000 роках і головою «Євро-арктичної ради» в 1997—1998 роках. У період з жовтня 1989 року по листопад 1990 року він був заступником міністра закордонних справ Норвегії [3].

## Робота в ОБСЄ
У Відні 5 липня 2007 року Кнут Воллебек був призначений на посаду Верховного комісара ОБСЄ у справах національних меншин на трирічний термін, замінивши на цій посаді шведа Р. Екеуса. Держави-учасниці «ОБСЄ» 20 серпня 2010 року прийняли рішення залишити на посаді Верховного комісара ОБСЄ у справах національних меншин Кнута Веллебека на ще один трирічний термін.
Верховний Комісар Воллебек отримав міжнародне визнання за його роль у зміцненні миру і безпеки та захисту прав людини, які були постійною темою в його політичній і дипломатичній кар'єрі. Як міністр закордонних справ Норвегії (1997—2000), Веллебек був Головою ОБСЄ в 1999 році в той час, коли через міжетнічну напруженість спалахували з грандіозною швидкістю нові кризи в регіоні країн-членів ОБСЄ. У цій ситуації він зіграв ключову роль в спробах знайти мирне вирішення конфлікту в Косово напередодні війни, саме він керував зусиллями міжнародного співтовариства щодо встановлення присутності в Косово і надання допомоги в реконструкції та реабілітації постраждалим у зв'язку з наслідками воєнних дій [1].
Лідерські і політичні вміння дипломата Воллебека також сприяли прийняттю двох важливих документів на шостому саміті глав держав «ОБСЄ» в Стамбулі (листопад 1999 р.): «Декларації Стамбульського саміту» та «Хартії європейської безпеки», які становлять основу архітектури безпеки в Європі після закінчення «холодної війни». У 2005 році Воллебек очолював Групу семи членів, призначених для перегляду роботи ОБСЄ та проведення консультацій щодо її майбутніх реформ.
Не лише в рамках ОБСЄ Воллебек мав справу з важкими наслідками міжнаціональної ворожнечі. Як міністр закордонних справ своєї країни, він заклав основи для миротворчого процесу в Шрі-Ланку, що спонсорувався норвезьким урядом, щоб сприяти переговорам між урядом Шрі-Ланки і представниками Таміл-Ілама, що були спрямовані на врегулювання міжетнічних конфліктів.
У 1993 році дипломат Воллебек був призначений заступником співголови Міжнародної конференції по колишній Югославії і відповідальний за переговори між урядом Хорватії і так званими Країнами Республіки .
У 2001 році посол Воллебек був призначений командиром королівського ордена Святого Олафа Його Величністю Королем Норвегії Харальдом П'ятим за багаторічну державну службу. Він також був удостоєний низки почесних звань і орденами, у тому числі почесним докторським ступенем в Коледжі Св. Олафа і Коледжі Конкордіа, штату Міннесота, США [2].